# Данаиды (Фриних)
«Данаиды» (др.-греч. Δᾰνᾰΐδες) — трагедия древнегреческого драматурга Фриниха (конец VI — начало V века до н. э.). Её текст полностью утрачен.

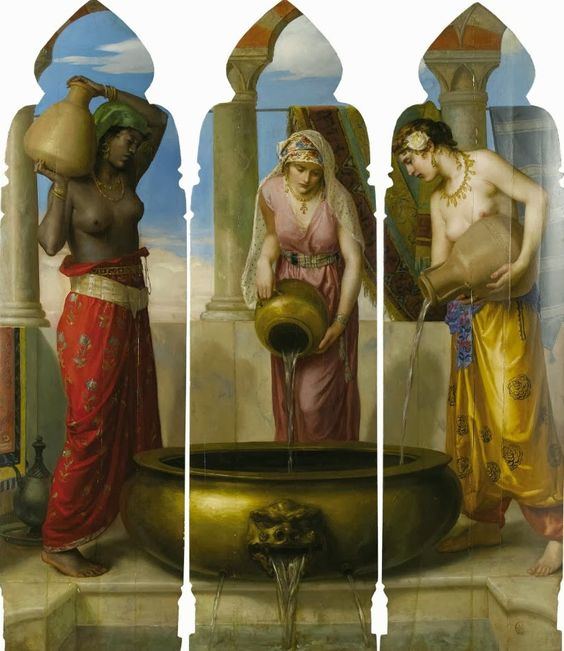
Уолтер Крэйн. Данаиды. XIX век

В основе сюжета «Данаид» лежат мифы Арголиды. Пятьдесят сыновей Эгипта принудили своих двоюродных сестёр Данаид к браку, но те по приказу отца в первую же брачную ночь убили своих мужей (либо кинжалами, либо булавками). Только Гипермнестра пощадила своего мужа Линкея. За это отец хотел её казнить, но аргосские судьи вынесли оправдательный приговор. Детали сюжета в обработке Фриниха остаются неизвестными. Судя по названию, дочери Даная составляли хор. Возможно, «Данаиды» были частью драматического цикла, в который могла входить ещё одна трагедия Фриниха, «Египтяне».
Позже трагедию «Данаиды» написал Эсхил.